# Iglesia de San Salvador (Limaxiña)
La Iglesia de San Salvador es un templo católico ubicado en la localidad de Limaxiña, comuna de Huara, Región de Tarapacá, Chile. Fue declarada monumento histórico en conjunto con la Capilla de Laonzana y la Iglesia de Sibaya, en el año 2009.

## Historia
La Iglesia San Salvador de Limaxiña formaba parte del Curato de Sibaya, junto a las capillas de Mocha, Usmagama, Huaviña y Huasquina. Si bien la construcción del edificio no se conoce con certeza, hasta el año 1774 el pueblo aun carecía de una iglesia, y los vecinos de Limaxiña acudían a la Iglesia de Sibaya, de la cual dependían eclesiásticamente.
Construida durante la evangelización de las localidades de la quebrada de Tarapacá, su estilo barroco andino es muestra de sincretismo cultural que integra tanto elementos precolombinos como europeos, característicos del siglo XVIII. Debido a esto fue declarada monumento nacional de Chile, en la categoría de monumento histórico el 27 de enero de 2009, mediante el Decreto n.º 13.
El terremoto de 2005 dejó a la iglesia con graves daños, por lo que tuvo que ser reconstruida. Las obras iniciaron en julio de 2012 y culminaron en julio del año siguiente.

## Estructura
La Iglesia, tal y como otras de la precordillera, ocupa espacios simples y de forma austera, cuenta con una nave central y dos recintos laterales que corresponden a una sacristía y una bodega. Presenta dos torres campanario adosadas a ambos costados de su fachada, y su acceso principal cuenta con un arco de medio punto, con piedras esculpidas con motivos animales y flores, y columnas salomónicas que enmarcan el pórtico.
Sus muros son de mampostería de piedra y barro, con un grosor aproximado de 1,2 metros y una altura de 4 metros. Su techumbre es a dos aguas, típica de iglesias como esta, con estructura de vigas de madera y cubierta de acero galvanizado. En su interior cuenta con un retablo de madera.